# Prokop von Rokitansky
Lothar Prokop Freiherr von Rokitansky (ur. 1842 w Wiedniu, zm. 1928) – austriacki patolog, młodszy brat Karla Rokitansky'ego. Studiował w Wiedniu, doktorem nauk medycznych został w 1866 roku. Od 1877 profesor patologii w Innsbrucku.

## Prace
- Untersuchungen über die Athemnerven-Centra
- Ueber den Einfluss des Chloralhydrats auf die Reizbarkeit des Nervensystems
- Ueber hämatogene Albuminurie
- Die neueren Arzneimittel in ihrer Anwendung und Wirkung
- Beiträge zur Lehre der perniciösen Anämie
- Zur Lehre von der putriden Pleuritis
- Über den Einfluss der französischen Medicin im Anfange unseres Jahrhunderts auf den positiven Fortschritt in der Medicin
- Über das Verhalten der flüchtigen Fettsäuren im Harn des gesunden und kranken Menschen
- Über den Verlauf eines Falles von Intermittens unter der Wirkung des Pilocarpins
- Experimentelle Beiträge zur Lehre von der hämatogenen Albuminurie